# Al-Ahlystadion
Het Al-Ahlystadion (ook bekend onder de naam: Hamad bin Khalifastadion) is een multifunctioneel stadion in Doha, de hoofdstad van Qatar. In het stadion is plaats voor 20.000 toeschouwers. Het stadion wordt vooral gebruikt voor voetbalwedstrijden; de voetbalclub Al-Ahli SC maakt gebruik van dit stadion. Er worden ook atletiekwedstrijden gehouden en er zijn tevens faciliteiten voor Basketbal, handbal en tennis bij het stadion.

## Internationaal toernooi
In 1988 werd het stadion, samen met Qatar SC Stadium gebruikt voor het Aziatisch kampioenschap voetbal 1988, dat toernooi was van 2 tot en met 18 december in Qatar. In dit stadion werden negen groepswedstrijden gespeeld. Ook de troostfinale tussen China en Iran (0–0) en de finale tussen Zuid-Korea en Saoedi-Arabië (0–0) waren in dit stadion. Saoedi-Arabië toen kampioen.

## De 'Strijd in Doha'
Op 28 oktober 1993 werd hier een kwalificatiewedstrijd tussen Japen en Irak afgewerkt. De wedstrijd was van cruciaal belang voor de Japanners, die zich bij een overwinning konden plaatsen. Zij kwamen twee keer op voorsprong en konden dit vasthouden tot in de blessuretijd. Toen Jaffar Omran Salman voor Irak de gelijkmaker maakte, werd Japan echter alsnog uitgeschakeld en ging Saoedi-Arabië naar het Wereldkampioenschap in de Verenigde Staten.